# Le Dévouement du bourgmestre de Leyde
Le Dévouement du bourgmestre de Leyde – parfois appelé Le dévouement du bourgmestre van der Werff –  est un tableau du peintre belge Gustave Wappers, achevé en 1829. Peinture d'histoire de facture romantique et de format horizontal, cette huile sur toile représente un épisode du siège de Leyde de 1574. Lors de cet épisode, le bourgmestre Pierre van der Werff offre de payer de sa vie la demande des citoyens révoltés invitant le bourgmestre à leur donner du pain ou à se rendre. L'œuvre fait partie de la collection du Centraal Museum à Utrecht et elle est exposée au Musée De Lakenhal à Leyde, aux Pays-Bas.

## Contexte
Dans le climat d'effervescence qui règne à Bruxelles à l'encontre de l'autorité du royaume uni des Pays-Bas, la tenue du Salon de Bruxelles de 1830 débute le 15 juillet.
En 1830, également, la nouvelle Grande Galerie récemment ouverte à Bruxelles expose notamment Le Dévouement du bourgmestre de Leyde de Gustave Wappers. Selon la revue La Renaissance, cette toile est le signal d'une réaction du principe national contre le principe étranger. Elle s'est attiré de vives critiques de son collègue François-Joseph Navez et deux camps se sont constitués.  Cependant, en raison de son caractère patriotique belge, l'œuvre recueille un grand succès de foule car son exposition précède de peu la révolution belge qui éclate en septembre 1830.

## Historique
Une esquisse de cette toile, intitulée Le Dévouement de Pierre van der Werff, bourgmestre de Leyde est conservée aux Musées royaux des Beaux-Arts de Belgique à Bruxelles depuis 1932. L'œuvre est une huile sur papier marouflé sur toile, inventaire no 4957, format 50 × 60 cm.

## Sujet
Durant la guerre de Quatre-Vingts Ans, pendant le siège de Leyde par l'armée espagnole, les habitants, au bord de la famine et désespérés qu'une flotte de secours n'arrive pas à temps, débattent de l'opportunité d'accepter une offre d'amnistie de Francisco de Valdez, général commandant les forces assiégeantes de l'armée des Flandres. Une foule se forme pour affronter le bourgmestre de Leyde, Pieter Adriaanszoon van der Werff. Le magistrat municipal ne se laisse pas émouvoir par la foule, affirmant qu'il préfère mourir que de se rendre, et les invite à le tuer et à manger sa chair. Un changement de vent renouvelle l'espoir que les secours arriveront au matin. Une foule se rassemble pendant la nuit en attendant la première apparition de la flotte.

## Description
Pieter van der Werff, bourgmestre de Leyde, apprend que la population se soulève : la crise est périlleuse, la famine et la peste ont déjà envahi la ville. Assiégée en 1574 par les Espagnols, Leyde, en effet, semble ne pouvoir lutter. C'est au milieu de ce cortège furieux que s'avance le bourgmestre. « Citoyens, dit-il en s'adressant aux plus mutins, je serai fidèle au serment que j'ai prêté à Dieu et à la patrie. Je n'ai pas de pain à vous offrir ; mais je dois mourir un jour, que ce soit par vous ou par l'ennemi, peu importe ! Si cela peut vous satisfaire, prenez mon corps, coupez-le par morceaux, et partagez-le entre vous ! Cette harangue, l'une des plus belles et des plus courageuses résistances de l'histoire, forme le sujet du bourgmestre de Gustave Wappers. Cet homme, entouré de morts et de mourants, domine la sédition de sa hauteur ; d'un seul de ses regards il l'enchaîne et la foudroie.
L'œuvre est une huile sur toile, inventaire no B-1438, format 337,6 × 407 cm.

## Postérité

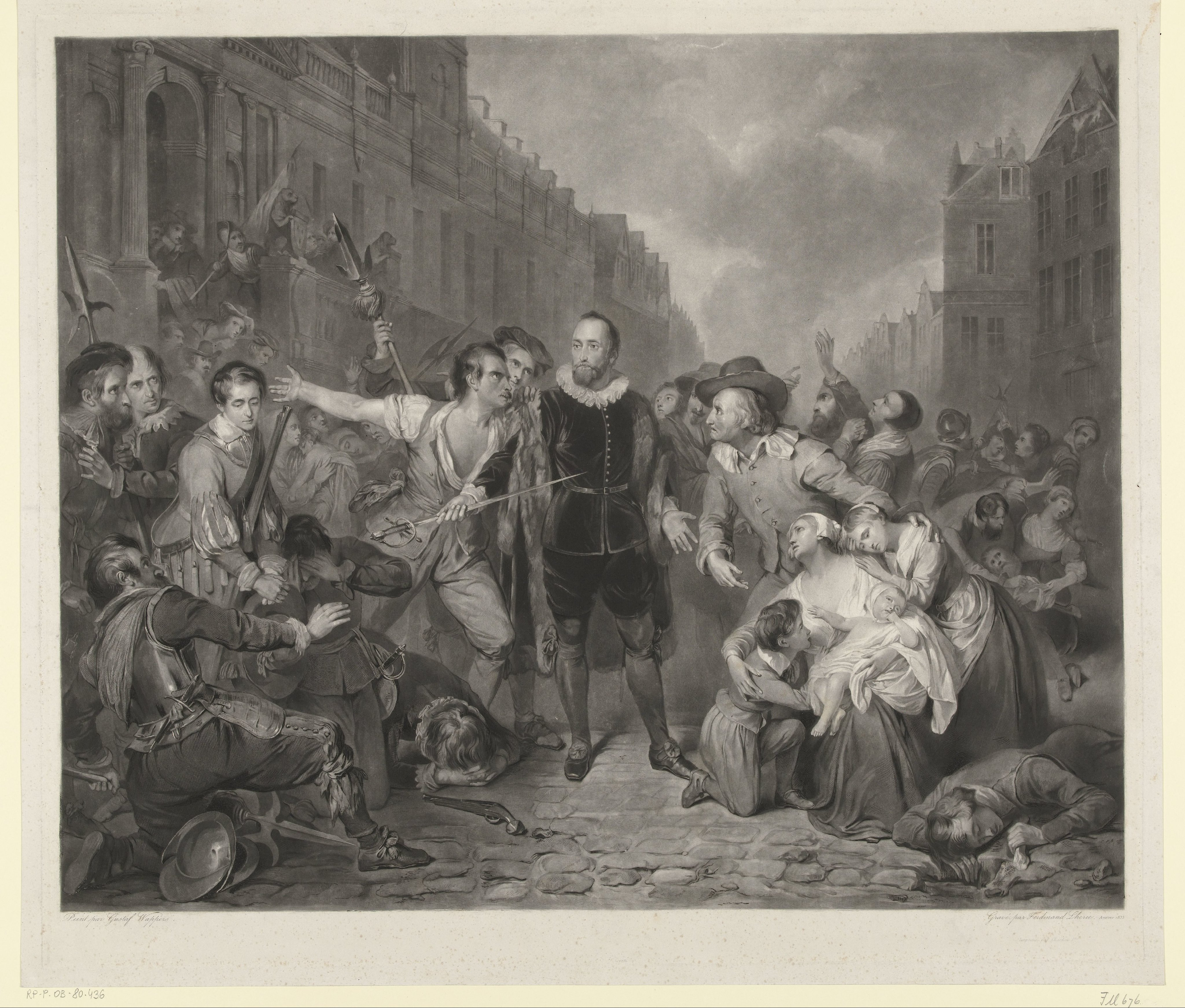
Le Dévouement du bourgmestre van der Werff, gravure de Ferdinand Lhérie d'après Gustave Wappers (1835), conservée au Rijksmuseum Amsterdam.

- Une nouvelle fantastique The Clock That Went Backward (L'Horloge qui reculait), publiée en 1881 par l'écrivain américain Edward Page Mitchell s'inspire de la toile de Wappers[6].
- Ferdinand Lhérie, graveur français, alors établi à Anvers et élève de Gustave Wappers, expose au Salon de Bruxelles de 1836 sa gravure du tableau de son professeur, datée de 1835. Le quotidien L'Indépendance belge publie un article très élogieux à ce sujet. Le sentiment de vie apparaît dans la gravure, animée et parlante, grâce à un effet de lumière et de couleur dû à l'habileté de l'artiste[7]. Cette gravure est conservée au Rijksmuseum Amsterdam[8].